# Fort Washington (Ohio)
Pour les articles homonymes, voir Fort Washington.
Fort Washington est un ancien poste militaire de la United States Army établi en 1789 à l'emplacement de la ville actuelle de Cincinnati dans l'Ohio. Nommé en l'honneur du président George Washington, le fort était destiné à protéger les colons venus s'installer dans la région et servit de base aux opérations militaires de Josiah Harmar et Arthur St. Clair menées en 1790 et 1791 contre les Amérindiens du Nord-Ouest. Il a été abandonné par l'armée en 1803.